# Inkomstskatt i Sverige

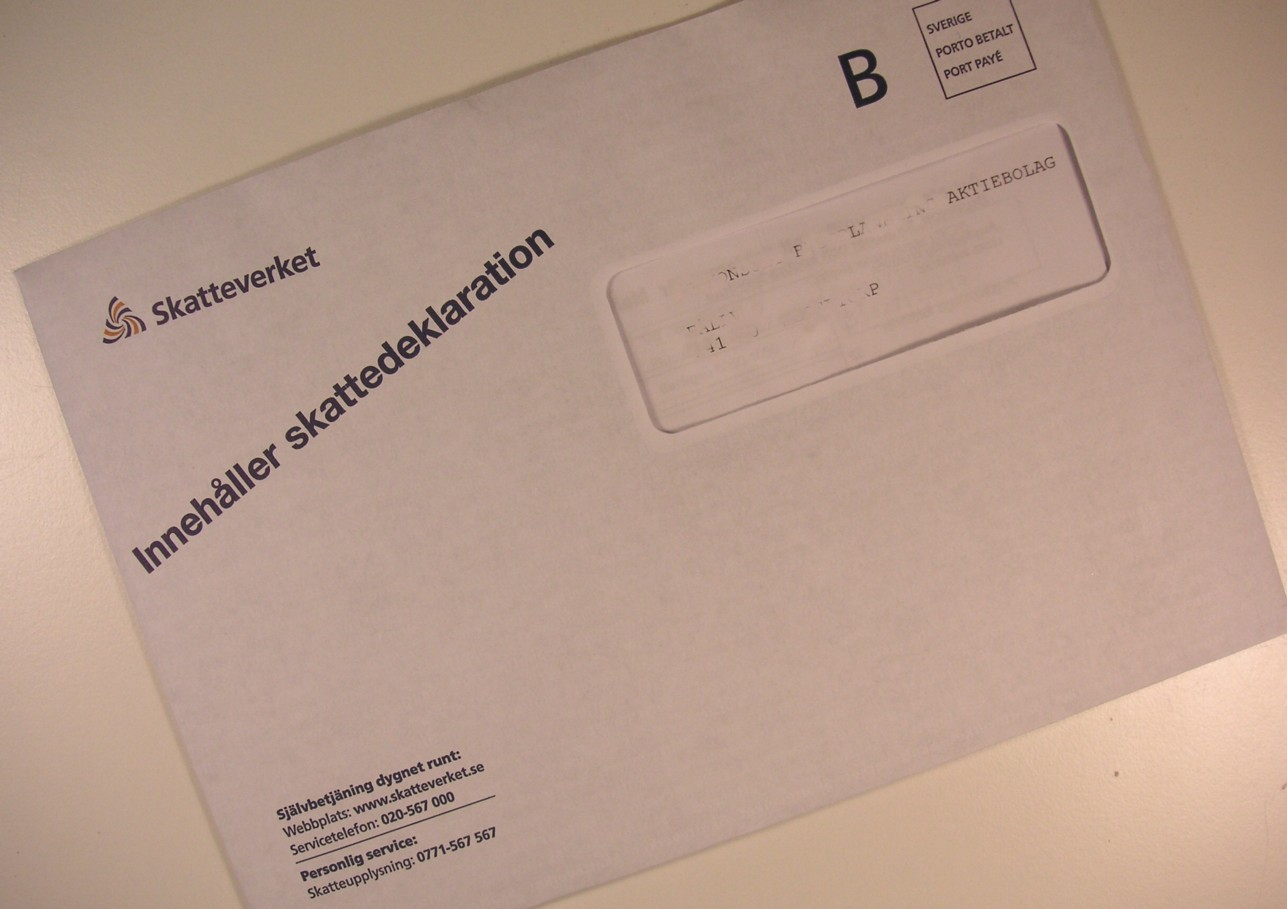
Brev från det svenska Skatteverket

Inkomstskatt i Sverige består huvudsakligen av statlig inkomstskatt och kommunal inkomstskatt. Skattesubjekten för inkomstskatt kan antingen vara fysiska personer eller juridiska personer. Inkomstskatten är en direkt skatt.

## Inkomstskatten i den svenska skattelagstiftningen
Skattelagstiftningen i Sverige delar in inkomster i tre kategorier, nämligen inkomst från:
- Tjänst
- Kapital
- Näringsverksamhet

## Historik
Inkomstskatt infördes i Sverige 1810, närmast efter brittisk förebild. Den var starkt progressiv, medgav vissa avdrag och baserades på självdeklaration. Då den inte gav staten tillräckligt med pengar avskaffades den redan 1812, och sedan dröjde det till 1902 inkomstskatt åter infördes, till en början provisoriskt. 1910 beslöts om en kombinerad inkomst- och förmögenhetsskatt, modifierad och utbyggd 1919 och 1928 i samband med den kommunala beskattningens omläggning och grundande på kommunal inkomstskatt.
Den statliga inkomstskatten modifierades senare med 1947 års lag om statlig inkomstskatt.

## Inkomstskatt för juridiska personer
För juridiska personer finns endast inkomstslaget näringsverksamhet. Ett årligt skattepliktigt överskott beskattas med en skattesats som 2019 är 21,4 %. Vid ett skattepliktigt underskott får detta under vissa förutsättningar sparas och användas som en avdragpost mot eventuella framtida vinster, ett så kallat underskottsavdrag. 
Vid beräkningen av det skattepliktiga resultatet är utgångspunkten det redovisade resultatet fastställt enligt god redovisningssed i Sverige. Det redovisade resultatet justeras därefter för att få fram ett skattemässigt resultat. Skillnaderna består av ej avdragsgilla kostnader som återläggs, ej skattepliktiga intäkter som dras bort och eventuella skattemässiga justeringar därutöver som bokslutsdispositioner. Ett exempel på en ej avdragsgill kostnad kan vara förseningsavgift som Skatteverket beslutat om. Ett exempel på en ej skattepliktig intäkt är utdelning från ett helägt dotterbolag som ofta är skattefri för mottagaren. En parkeringsbot för en företagsbil ses däremot inte som en ej avdragsgill kostnad utan som en privat utgift vilken inte ska belasta företagets resultat. 

### Exempel på undantag
Alla juridiska personer är inte skattskyldiga. Dels finns juridiska personer vars verksamhet normalt är befriade från inkomstskatt, exempelvis ideella föreningar. Det finns även speciella skatteregler med alternativa beräkningar av skattebasen för till exempel bostadsrättsföreningar och vissa stiftelser. 
Verksamhet som bedrivs i handelsbolag och kommanditbolag är normalt skattepliktig men handelsbolaget eller kommanditbolaget i sig är inte skattskyldigt, det är bolagsdelägarna som är skyldiga att ta upp sin andel av bolagets resultat till beskattning.

## Inkomstskatt för fysiska personer
För fysiska personer sker en fördelning av skattepliktiga intäkter och avdragsgilla kostnader på de tre inkomstslagen tjänst, näring och kapital resulterande i tre olika skattemässiga netto. Nettot från inkomstslagen tjänst och näringsverksamhet läggs ihop och beskattas med kommunal och statlig inkomstskatt, allmän pensionsavgift (som dock kompenseras) samt kyrko- och begravningsavgift medan överskottet i inkomstslaget kapital beskattas med en statlig platt skatt på 30 procent. På överskott av näringsverksamhet betalas också egenavgifter som är en motsvarighet till de  arbetsgivaravgifter som betalas på löner.
Till skillnad mot bolagsbeskattningen, kan underskott i tjänst och kapital inte rullas vidare till nästa år och räknas bort från inkomster det året. Underskott i inkomstslaget kapital minskar dock till viss del de övriga skatterna genom så kallad skattereduktion. Den som har stora lån för att finansiera till exempel bostäder betalar därmed mindre total skatt. Detta anses av vissa vara en subvention riktad till främst de med dyrare bostäder och har ibland anförts som ett motiv till att behålla fastighetsskatten.[källa behövs]
Exempel på andra begrepp som används både i skattelagstiftningen och i SCB:s officiella skattestatistik är
- Sammanräknad förvärvsinkomst (inkomst av tjänst + inkomst av näringsverksamhet)
- Taxerad förvärvsinkomst (sammanräknad förvärvsinkomst)
- Beskattningsbar förvärvsinkomst (sammanräknad förvärvsinkomst - allmänna avdrag)

## Uppbörd
Den skattskyldige är skyldig att tillse att skatten är inbetalad till skatteverket, så kallad uppbörd. Alla skattskyldiga har ett eget skattekonto hos skatteverket. 
Juridiska personer har i regel en förutbestämd inbetalningstakt för preliminärskatt som betalas in tolv gånger som avräknas mot den slutliga skatten baserad på vad skatten väntas vara. 
Inkomstskatten för fysisk person tas ofta till stor del ut som källskatt vilket exempelvis innebär att ett belopp motsvarande skatt enligt en skattetabell dras från den skattskyldiges bruttolön redan innan den betalas ut av arbetsgivaren, som istället betalar in skattebeloppet till Skatteverket. Även många inkomster av kapital belastas med källskatteavdrag, där svenska banker normalt gör källskatteavdrag för ränteinkomster eller kapitalvinster vid försäljning av aktiefond. Fysiska personer som bedriver näringsverksamhet kan också betala in preliminärskatt för att täcka eventuella förväntade framtida överskott. 
Skillnader mellan preliminärskattebetalningar och källskatter och slutlig skatt resulterar i behov av fyllnadsinbetalning eller återbetalning, så kallad skatteåterbäring.

## Statlig inkomstskatt
För juridiska personer är all inkomstskatt statlig och proportionell med skattesatsen 26,3 % taxeringsåret 2011.
För fysiska personer betalas däremot inkomstskatt till både stat och kommun. Den kommunala inkomstskatten är i huvudsak proportionerlig, medan den statliga inkomstskatten periodvis haft progressiva inslag, det vill säga procentsatsen ökar med ökande inkomst. Vid den första, nedre, skiktgränsen börjar statlig inkomstskatt tas ut med 20 %. Ibland har en andra, övre skiktgränsen tillkommit med ytterligare 5 procentenheter statlig skatt, ofta kallad värnskatt, vilket givit en total statlig inkomstskatt på 25 % på alla inkomst över den övre skiktgränsen. Skiktgränserna var baserade på den taxerade inkomsten minskad med grundavdrag, det vill säga den beskattningsbara förvärvsinkomsten. Taxeringsåret 2019 är nedre skiktgränsen 490 700 kr och övre skiktgränsen 689 300 kr.

### Tidigare skiktgränser och brytpunkter
Skiktgränsen för statlig skatt gäller den beskattningsbara förvärvsinkomsten, det vill säga den inkomst personen har efter att grundavdraget har dragits bort. Brytpunkten är motsvarande gräns för uttag av statlig inkomstskatt före grundavdraget. Det finns två brytpunkter. En för löntagare (den som inte har nått åldern för pension vid årets ingång) och en högre nivå för den som är äldre, på grund av att grundavdraget är högre för äldre.
Skiktgränserna har historiskt höjts för att den statliga inkomstskatten ska träffa ungefär lika stor andel av kollektivet skattskyldiga och ge ett motsvarande skatteuttag. I takt med ökade nominella löner har skiktgränsen höjts. För taxeringsåren 2016 och 2024 höjdes inte den (nedre) skiktgränsen. Detta har den reella effekten att en större andel av kollektivet skattskyldiga betalar statlig inkomstskatt från och med dessa år och att skatteuttaget på så vis ökar.
| År   | Nedre   | Övre    | Brytpunkt löntagare |
| ---- | ------- | ------- | ------------------- |
| 2001 | 252 000 | 390 400 |                     |
| 2002 | 273 800 | 414 200 |                     |
| 2003 | 284 300 | 430 000 |                     |
| 2004 | 291 800 | 441 300 |                     |
| 2005 | 298 600 | 450 500 |                     |
| 2006 | 306 200 | 461 900 |                     |
| 2007 | 316 700 | 476 700 |                     |
| 2008 | 328 800 | 495 000 |                     |
| 2009 | 367 600 | 526 200 |                     |
| 2010 | 372 100 | 532 700 |                     |
| 2011 | 383 000 | 548 300 |                     |
| 2012 | 401 100 | 574 300 |                     |
| 2013 | 413 200 | 591 600 |                     |
| 2014 | 420 800 | 602 600 |                     |
| 2015 | 430 200 | 616 100 |                     |
| 2016 | 430 200 | 625 800 |                     |
| 2017 | 438 900 | 638 500 |                     |
| 2018 | 455 300 | 662 300 |                     |
| 2019 | 490 700 | 689 300 |                     |
| 2020 | 509 300 |         |                     |
| 2021 | 523 200 |         | 537 200             |
| 2022 | 540 700 |         | 554 900             |
| 2023 | 598 500 |         | 613 900             |
| 2024 | 598 500 |         | 615 300             |
| 2025 | 625 800 |         | 643 100             |

## Kommunal inkomstskatt
Den kommunala inkomstskatten består dels av skatt till primärkommun och dels skatt till region. Skattesatserna bestäms av respektive kommun- och regionfullmäktige. Den genomsnittliga kommunalskatten (inklusive landstingsskatt (numera benämnd regionskatt) exklusive begravningsavgift) uppgick 2011 till 31,55 procent. 2011 var den högsta kommunala skattesatsen 34,17 % (Ragunda kommun) och den lägsta 28,89 % (Vellinge kommun).